# Norrköpings Folkbank
Norrköpings Folkbank var en lokalbank för Norrköping med omgivning, grundad 1871. 
Norrköpings Folkbank blev under sin tid känd för sin en stark tillväxt i de fonderade medlen.
Norrköpings Folkbank slogs på 1940-talet samma med Handelsbanken.